# 小林睦郎
小林 睦郎（こばやし むつろう　1946年9月12日 - ）はフリーアナウンサー。

## 来歴
兵庫県龍野市出身。関西大学法学部卒業。
1969年、和歌山放送のアナウンサーとして入社。1971年に行われた国民体育大会「黒潮国体」の取材要員として入社し、1970年の「岩手国体」に同行。
その後もWBSのアナウンサーとして報道、ワイド番組で活躍し、退職後もフリーの立場でWBSで活躍をしている（体裁上嘱託職員アナウンサーとして）他、2013年に行われた「わかやまパリ祭」ではシャンソン歌手としてのデビューも果たした。

## 出演
- こんにちわ小林睦郎です[1]
- がいなフライデーやにこいナイト[1]
- 熟メン!野村啓司です（2016年8月17日、ラジオ大阪） - 野村啓司の夏休み代役。